# Ares Tavolazzi

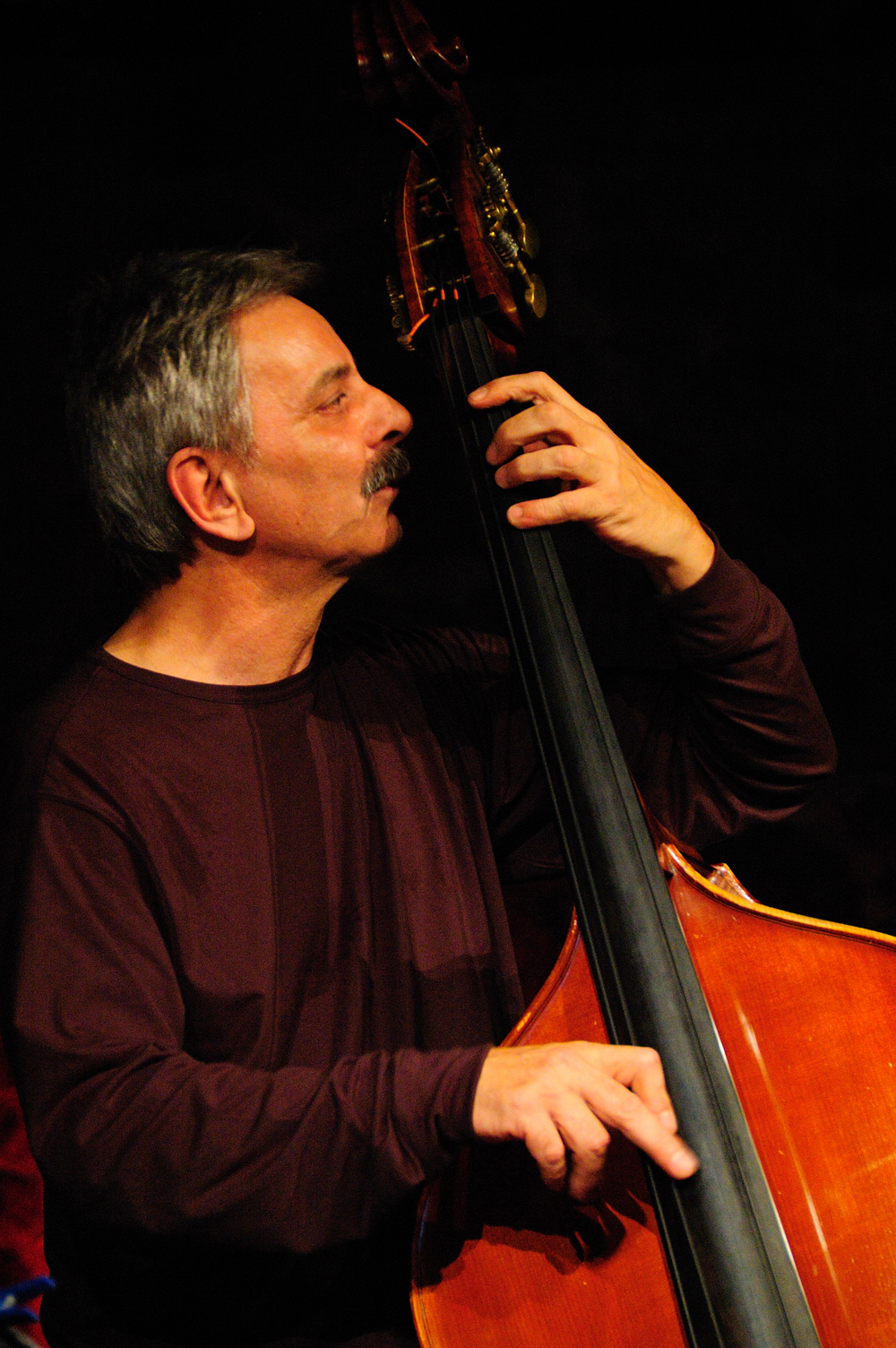
Ares Tavolazzi

Ares Tavolazzi (* 12. Juli 1948 in Ferrara) ist ein italienischer Fusion- und Jazzmusiker (Bassgitarre, Kontrabass, Komposition).

## Wirken
Tavolazzi studierte Cello und Kontrabass am Konservatorium seiner Geburtsstadt. Seine Karriere als professioneller Musiker begann er als Bassist in einer Beatband um Carmen Villani; dort lernte er den Schlagzeuger Ellade Bandini kennen. Mit diesem und Vince Tempera gründete er 1969 eine Band namens The Pleasure Machine, die in den drei folgenden Jahren fünf Singles veröffentlichte. Das Trio nahm auch an den Aufnahmen zu Francesco Guccinis L'isola non trovata und an Terra in bocca von I Giganti teil. Nach der Auflösung von The Pleasure Machine wurde er 1973 Mitglied der Fusion-Band Area, der er bis 1983 angehörte.
1982 nahm Tavolazzi an der italienischen Tournee des Orchesters von Gil Evans mit Steve Lacy und Pietro Tonolo teil. Im selben Jahr war er als Bassist an der Aufnahme der Rockoper Roadissea (Pelo Record) beteiligt. Zwischen 1983 und 2004 begleitete er zudem Francesco Guccini auf allen Alben ebenso wie in allen seinen Konzerten. Auch leitete er ein eigenes Trio. Mitte der 1980er Jahre begann die Zusammenarbeit mit weiteren Sängern und Musikern, darunter Mina, Eugenio Finardi, Paolo Conte, Paolo Fresu, Vinicio Capossela. 
Seit 1990 arbeitete er zunehmend mit Jazzmusikern wie Sal Nistico, Max Roach, Phil Woods, Massimo Urbani, Enrico Rava, Franco D’Andrea, Dado Moroni, Enrico Pieranunzi, Roberto Gatto, Danilo Rea, Mike Melillo, Ray Mantilla, Tino Tracanna, Gianni Basso, Simone Graziano oder Gianluca Petrella. 2011 startete er zusammen mit Paolo Tofani, Patrizio Fariselli und Walter Paoli eine Reunion von Area.
Im Laufe der Jahre hat er zudem als Komponist und Interpret verschiedene Theatermusiken gestaltet. Auch hat er an verschiedenen Jazzschulen in Italien unterrichtet.

## Preise und Auszeichnungen
Tavolazzi führte drei Jahre lang, zwischen 1984 und 1986, die Sonderwertung italienischer Bassgitarristen der Zeitschrift Guitar Club an. 1987 gewann er den Premio A. Willaert als bester Musiker des Jahres.

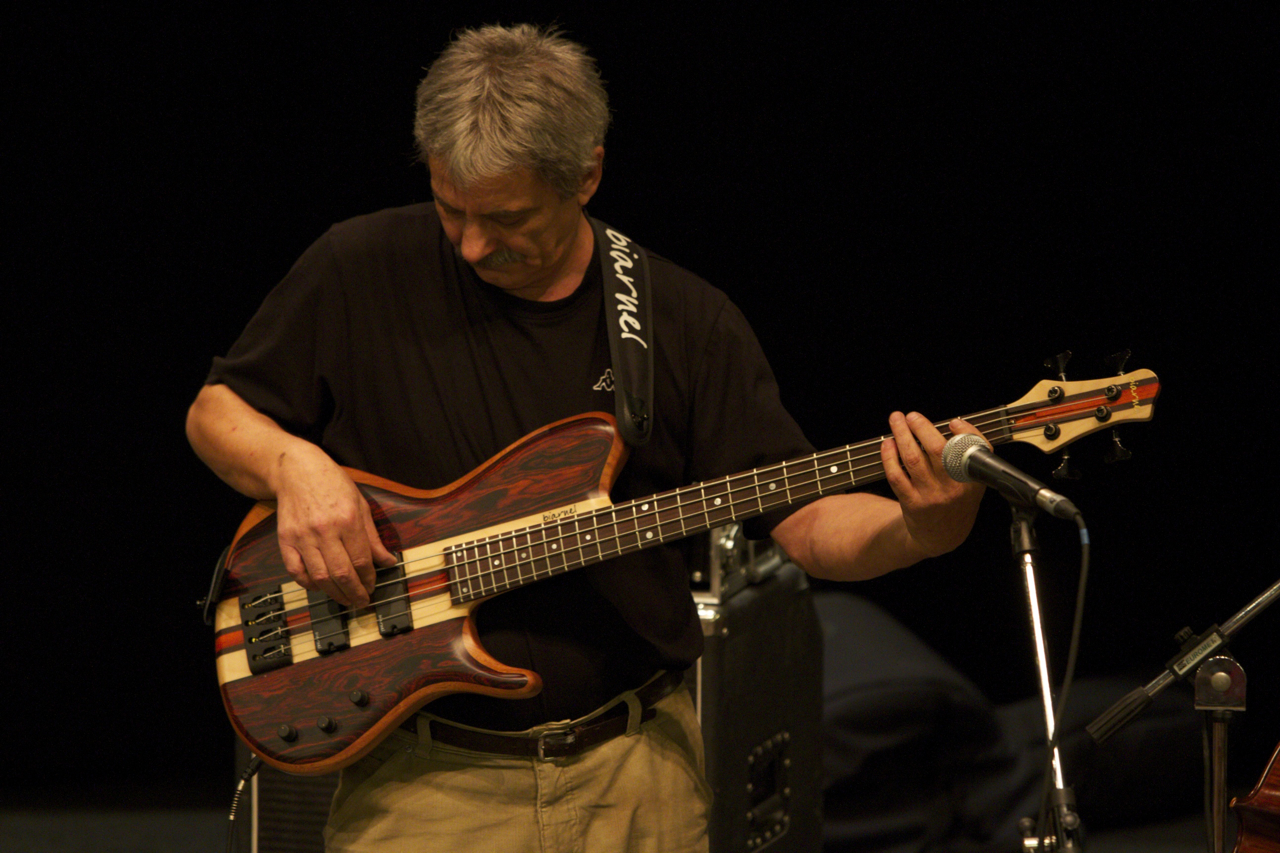
Ares Tavolazzi (auf der Area Reunion Tour 2011)

## Diskographische Hinweise
- Ares Tavolazzi Trio Kars (1989, mit Bruno Ceselli, Fabrizio Sferra)
- Stefano Bollani, Ares Tavolazzi Mambo Italiano (Philology 1997)
- Lee Konitz Meets Roberto Gatto feat. Ares Tavolazzi A Day in Florence (Philology 2004)
- Godot e altre storie di teatro (2008)
- Rita Marcotulli, Ares Tavolazzi, Alfredo Golino TrioKàla (Nikolosi 2016)
- Elias Nardi, Daniele di Bonaventura, Ares Tavolazzi Ghimel (Visage Music 2020)